# کالج گانویل و کیز، کمبریج
کالج گانویل و کیز (انگلیسی: Gonville and Caius College؛ ‏‎/kiːz/‎ KEEZ) یکی از کالج‌های تشکیل دهنده دانشگاه کمبریج است که در شهر کمبریج واقع شده‌است. این کالج که در سال ۱۳۴۸ تأسیس شد، چهارمین کالج قدیمی از ۳۱ کالج دانشگاه کمبریج و یکی از ثروتمندترین کالج‌های آن است. بسیاری از دانش آموختگان این کالج بعدها به موفقیت‌های چشمگیری دست یافته‌اند، از جمله پانزده برنده جایزه نوبل، که دومین کالج برتر در بین کالج‌های آکسبریج پس از کالج ترینیتی است.

این کالج دارای سابقهٔ تاریخی طولانی در زمینهٔ آموزش پزشکی دارد، به‌ویژه به‌دلیل فارغ‌التحصیلان و استادان برجسته آن در حوزهٔ پزشکی. این کالج همچنین دارای برنامه‌های دانشگاهی معتبر و شناخته شده جهانی در رشته‌های حقوق، اقتصاد، ادبیات انگلیسی و تاریخ است.

## دانش‌آموختگان نامدار
برخی از مشهورترین دانش‌آموختگان این کالج عبارتند از:
- جان کیز (که عصای چاوش در نشان کالج از اوست)
- ویلیام هاروی کشف و توصیف دستگاه گردش خون
- فرانسیس کریک یکی از کشف‌کنندگان دی‌ان‌ای
- جیمز چدویک کاشف نوترون
- هاوارد فلوری باکتری‌شناس و ایمنی‌شناس و یکی از سه سازندهٔ پنی‌سیلین
- استیون هاوکینگ[۶] فیزیک‌دان نظری، کیهان‌شناس و دارندهٔ کرسی ریاضیات لوکاسی
- جان ون مخترع نمودار ون
- چارلز شرینگتون عصب‌شناس و فیزیولوژیست
- ماکس برن فیزیک‌دان و ریاضی‌دان
- جان مایکل کوسترلیتز فیزیک‌دان
- جان هیکس اقتصاددان
- آنتونی هویش اخترشناس رادیویی
- میلتون فریدمن اقتصاددان، آماردان
- نویل فرانسیس مات فیزیک‌دان نظری
- ریچارد استون اقتصاددان
- جوزف استیگلیتز اقتصاددان
- راجر تسین بیوشیمیست
- مایکل لویت زیست‌شناس ساختاری
- پیتر جی. ردکلیف زیست‌شناس سلولی-مولکولی
- جیمی کار کمدین